# Aleksei Obmotchaev
Aleksei Aleksandrovitch Obmotchaev (em russo:  Алексей Александрович Обмочаев; Kislovodsk, 22 de maio de 1989) é um jogador de voleibol indoor russo, integrante da equipe que conquistou a medalha de ouro nos Jogos Olímpicos de 2012, em Londres.
Foi casado por dois anos com a também voleibolista russa Nataliya Goncharova. Os dois se separaram em dezembro de 2014, mas o divorcio só foi oficializado em janeiro de 2016.[carece de fontes?]

## Carreira

### Clube
Com 1,88m de altura, Obmotchaev autua na posição de líbero. A nível de clubes, começou sua carreira profissional no Dínamo Yantar e atuou no Zenit Kazan entre as temporadas 2010–2011 e 2012–2013. Defendeu o Dínamo Moscou de 2013 a 2016.
De 2016 a 2019 atuou pelo Belogorie Belgorod, conquistando o título da Taça CEV em 2018. Em 2021 assinou contrato com o Kuzbass Kemerovo.

### Seleção
Pela seleção russa conquistou a medalha de ouro na Universíada de 2011 e, já com a seleção principal, o título da Copa do Mundo no Japão. Obmotchaev foi convocado para disputar sua primeira Olimpíada em 2012, quando a Rússia conquistou sua primeira medalha de ouro como país independente.